# Marguerittes
Marguerittes là một xã trong tỉnh Gard thuộc vùng Occitanie, phía nam nước Pháp. Xã Marguerittes nằm ở khu vực có độ cao trung bình 51 mét trên mực nước biển.